# Christian Pierre
Pour les articles homonymes, voir Pierre.
Christian Pierre (né en 1959) est un joueur belge de Scrabble duplicate francophone, qui a remporté 5 fois le Championnat du monde individuel entre 1991 et 1998. Il a également remporté 24 fois le Championnat de Belgique.

## Biographie
Christian Pierre remporte pour la première fois le championnat de Belgique en 1987, titre qu'il gagnera 23 autres fois en 37 ans. En 1991, il est devenu pour la première fois champion du monde, et n'a perdu que 6 points (sur 4 647) durant le championnat de 1992 - un record qui ne sera pas battu puisque le championnat est désormais composé de sept manches au lieu de cinq.
Aux championnats du monde Elite de La Rochelle, en 2019, il termine 3e (12e podium, record absolu, 32 ans après le premier, Metz 1987). Belle et longue endurance puisque entre 1987 et 2022 il cumule aussi 16 tops 5 et 23 tops 10.
Au 1er septembre 2022, il passe en catégorie vermeil (63 ans) en terminant 1er du classement international de Scrabble duplicate au terme de la saison 2020-2021-2022 (calcul établi sur 24 mois cfr Covid).
Durant le mois de septembre 2022, il devient le numéro 1 le plus âgé au classement international.
Il est l'un des 6 joueurs belges ayant remporté le championnat du monde, et il est le seul à l'avoir fait entre Yvon Duval 1978 et Eric Vennin 2008. Lors de ce dernier championnat, Christian Pierre a réalisé un solo lors de la 7e manche.
Élu joueur de la décennie 90 par le magazine Scrabblerama.
Habitant Liège où il exerce la profession de comptable au bureau de statistique de la Société régionale wallonne du transport, Christian Pierre a commencé à jouer pour le club liégeois le Sablier (Liège) avant d'opter en 1994 pour le Yod-club de Trooz. En 2019, il rejoint le club de Ciney.

## Palmarès
- Championnat du Monde Individuel : 5 titres en 1991, 1992, 1994, 1996 et 1998.
- Championnat du Monde Individuel, catégorie Vermeil : vainqueur en 2023
- Championnat du Monde par paires en 1991 avec Jean-Pierre Hellebaut.
- Championnat du Monde par paires en 2023 et 2024, catégorie Vermeil  avec Guy Delore
- Championnat du Monde par paires en 2025, catégorie Vermeil  avec Bernard Caro

- Numéro un au classement international à 5 reprises : au terme des saisons 89/90 - 96/97 - 97/98 - 03/04 et 2020-2022

- Vainqueur du Grand Chelem International, saison 1997/1998

- Championnat de Belgique Individuel : 24 titres en 1987, 1988, 1990-1994, 1996, 2000-2002, 2004, 2007, 2008, 2009, 2011-2015, 2017, 2022, 2024, 2025
- Championnat de Belgique par paires : 23 titres entre 1987 et 2025 (16 en parties traditionnelles, 7 en parties originales). 17 avec Eric Vennin, 3 avec Jean-Pierre Hellebaut, 2 avec Georges Lavigne et un avec Jean-Pierre Turpin.
- Championnat de Belgique en Blitz : 16 titres entre 1993 et 2015
- Championnat de Belgique en Parties Originales : 3 titres (2013-14-19)
- Championnat de Belgique Vermeil 2023, 2024 et 2025
- Vainqueur de 13 tournois du Grand Chelem (Vichy, Aix-Les-Bains 2 fois, Charmey, Cannes et Bruxelles 8 fois)
- Vainqueur du Simultané Mondial (9 fois) : en 1992, 1995, 1998, 2003, 2007, 2015,  2016, 2017 et 2019
- Vainqueur du Simultané Mondial en Semi-Rapide 2016
- Vainqueur du Simultané Mondial en Blitz (3 fois) : 1995, 1997 et 1998
- Vainqueur du Simultané mondial francophone en multiplex 2020
- 3 Coupes d'Europe interclubs avec le Yod Club de Trooz (2001-2003-2008)
- 23 Championnats de Belgique Interclubs D1 (15 avec le Yod Club de Trooz, 4 avec le Sablier de Liège et 4 avec Ciney)
- 246 victoires individuelles en Interclubs (Belgique) dont 236 en Division 1